# Riksdagen 1544
Riksdagen 1544 var den fjärde ståndsriksdagen sedan Gustav Vasa besteg tronen och den sista av de fyra som hållits i Västerås. Av dessa fyra är de som hölls 1527 och 1544 mest kända. 
Mötet öppnades 9 januari 1544 och hölls under bar himmel i Stallhagen, väster om slottet. 145 adelsmän och riddare, biskoparna med ledamöter för varje domkapitel, köpstadsmän, bergmän samt fullmäktige av allmogen från varje lagsaga i riket.
1544 års riksdag föranleddes av att rikets militära resurser visat sig vara otillräckliga för att snabbt och effektivt kväsa uppror, som Dackefejden 1542–1543. Riksdagen inleddes med ett flera timmar långt tal där den gamla onda tiden ställdes mot den nya goda tiden.
Sedan framlades förslaget att göra Sverige till ett arvkungadöme med agnatisk lineal primogenitur i enlighet med Örebro arvförening 1538, alltså med arvsrätt endast för sönerna och deras manliga ättlingar. Om inga fler manliga arvingar fanns, skulle det väljas en ny kung. Förslaget antogs, något som också bekräftades på riksdagen i Strängnäs 1547. Därpå hyllades Erik som Sveriges arvkonung. Under hyllningen skall en praktfull regnbåge ha visat sig, "men der rätt utöfwer stod och föll ett sydemoln", vilket krönikan återger som ett järtecken för framtiden.
Det togs också ett beslut om att omorganisera det militära systemet för att snabbt kunna stävja uppror med lokala trupper och för att minska kostnaderna för legoknektar. Som en följd av detta minskade andelen utländska legoknektar i den svenska armén, exempelvis sjönk andelen tyska legoknektar i Stockholms stadsvakt från 60 procent 1545 till 10 procent 1553. Riksdagen 1544 är den första från vilken urkunder finns bevarade. Det var på 1540-talet som begreppet "riksdag" började användas.
Det tidigare beslutet om att Svenska kyrkan skulle vara evangelisk bekräftades. I samband med detta förbjöds helgondyrkan med några få undantag och endast församlingsmässor tilläts. Det beslöts också om ytterligare förbud och påbud.